# Ramper, der Tiermensch
Ramper, der Tiermensch è un film del 1927, diretto da Max Reichmann.

## Trama
L'esploratore artico Ramper parte, col suo pilota Ipling, verso il polo, ma l'aereo precipita da qualche parte sulla calotta groenlandese. Ogni tentativo di ricerca risulta vano, e, mentre Ipling muore dopo ben tre anni di stenti, saranno passati addirittura quindici anni di vita durissima e solitaria, senza alcun rapporto con esseri umani, quando l'esploratore viene raccolto dall'equipaggio di una baleniera rimasta momentaneamente intrappolata dai ghiacci della banchisa costiera. Rampling è profondamente debilitato psichicamente, ha perso l'uso della parola, e appare quasi non appartenere al genere umano.
Infatti, quando torna nella "civiltà" si ritrova a fungere da attrazione circense come una specie di uomo-scimmia. Solo l'intervento del sedicente psichiatra, prof. Barbazin – che lo riscatta e lo conduce nella sua clinica -, riesce a fargli riacquistare, gradualmente e parzialmente, i ricordi e l'uso della parola. Quando alla fine Ramper inizia a frequentare di nuovo la società, si scontra con il vizio, il gioco d'azzardo, la fatica insensata, l'avidità, il crimine.
Quindi si imbarca e fa ritorno in Groenlandia.